# 凉红站
凉红站（彝語北部方言： niep hop）是一个成昆线上的铁路车站，位于四川省甘洛县苏雄镇凉红村，建于1966年:225，目前为四等站，邮政编码为616856。目前客运办理旅客乘降，不办理货运业务。
车站站场沿牛日河布置，设有2条股道，下行方向为窄板沟1号隧道；原车站上行咽喉为凉红隧道:14，并设有长31.7米的钢筋混凝土双线桥跨越列古洛多沟（又作勒古洛夺），1987年在发生多次泥石流灾害后施工部门在原铁路桥上方修建渡漕，分别为特克隧道3号横洞、特克1号隧道。2019年成都局集团出资对凉红站站台实施硬化整治。

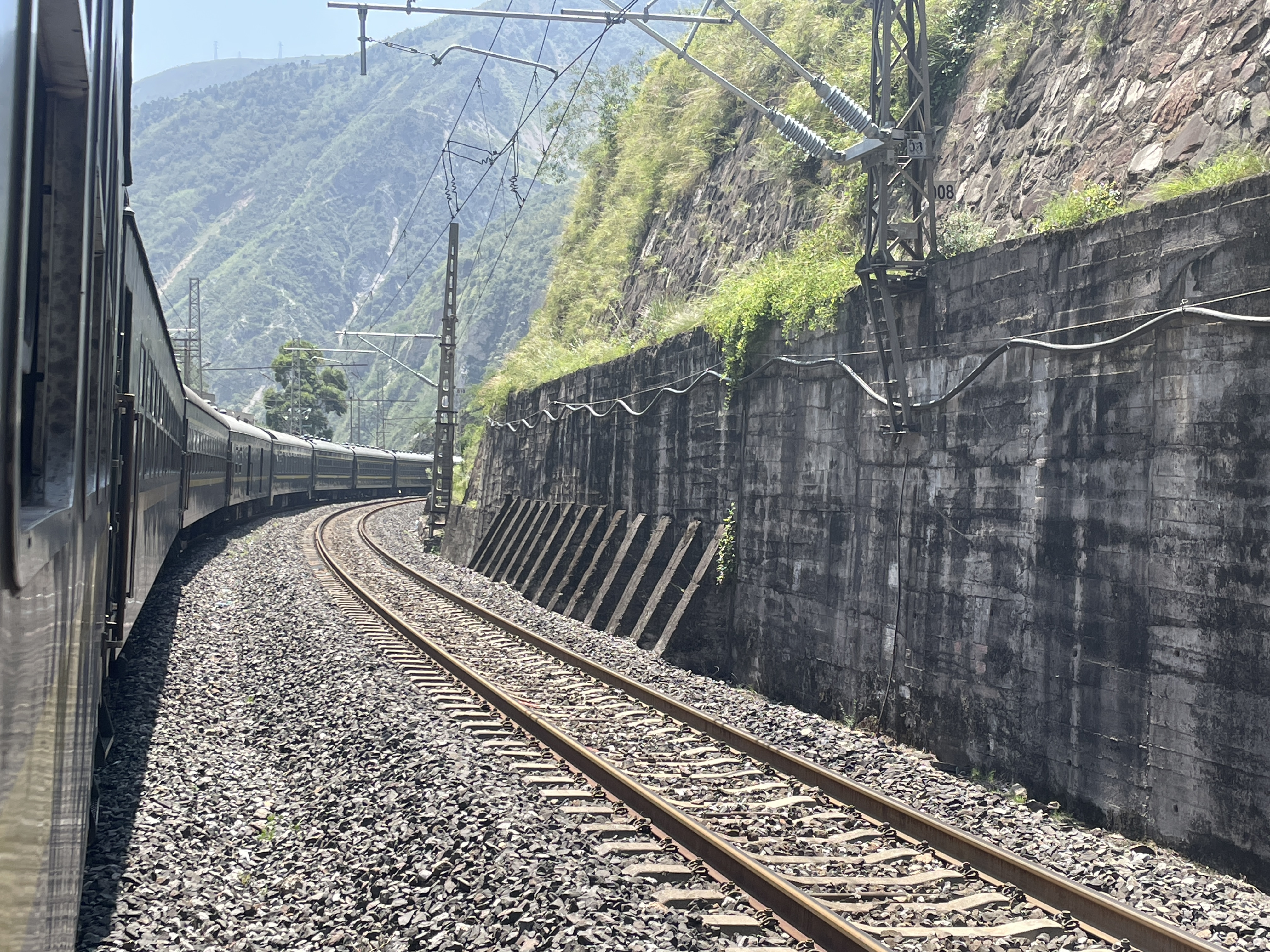
站内股道
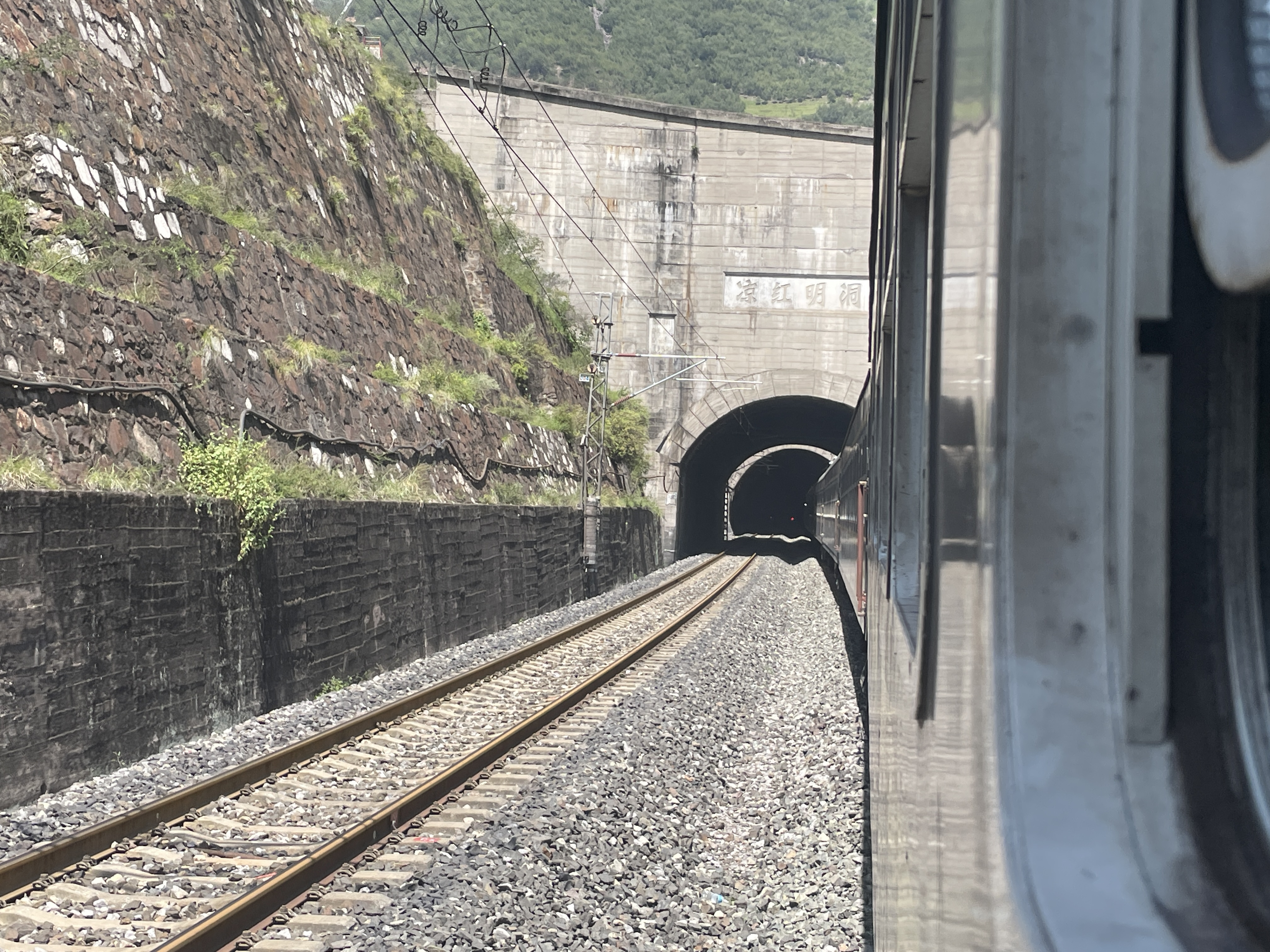
凉红明洞和凉红隧道
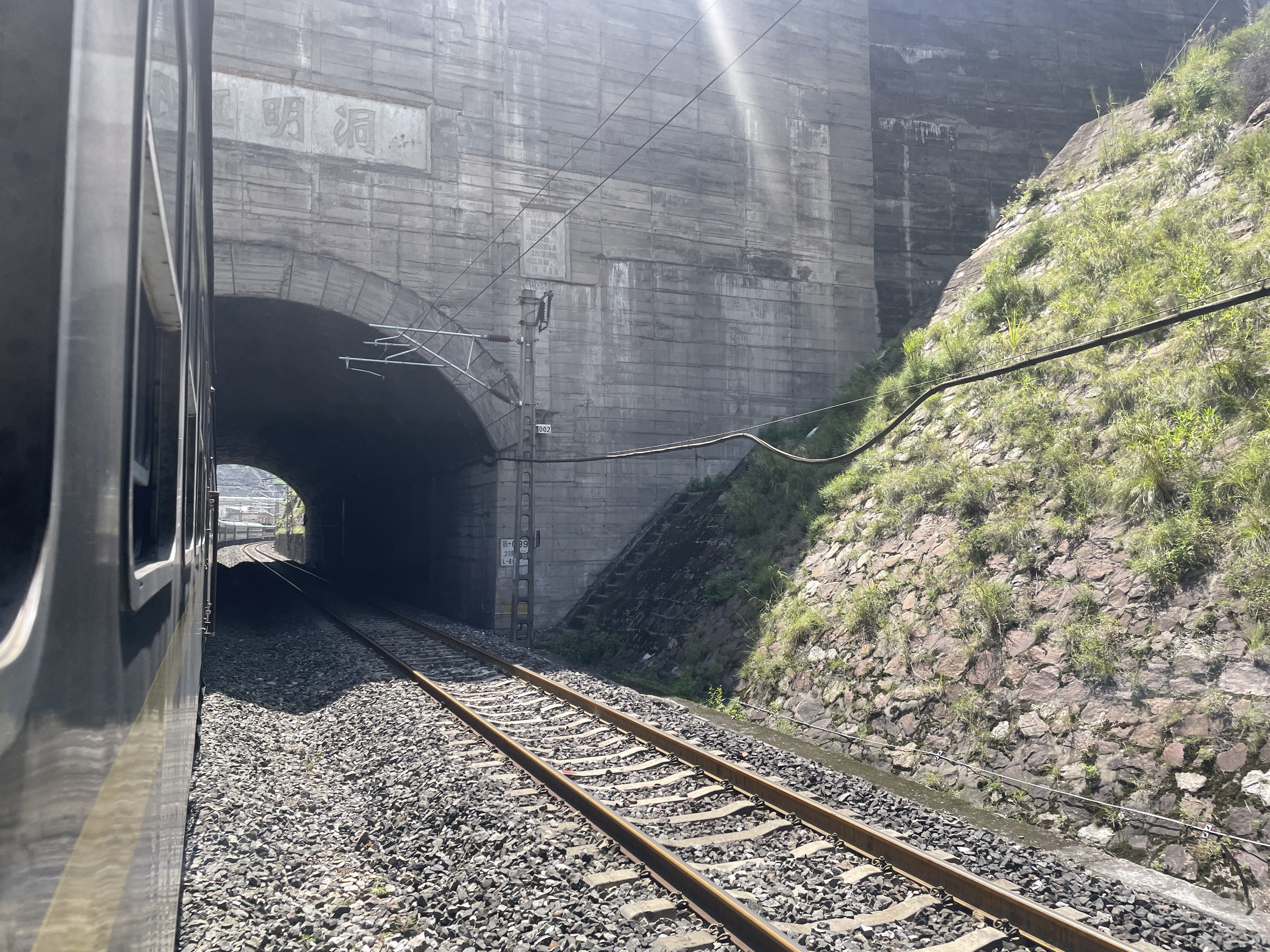
凉红明洞上行侧，设有阶梯通往凉红村
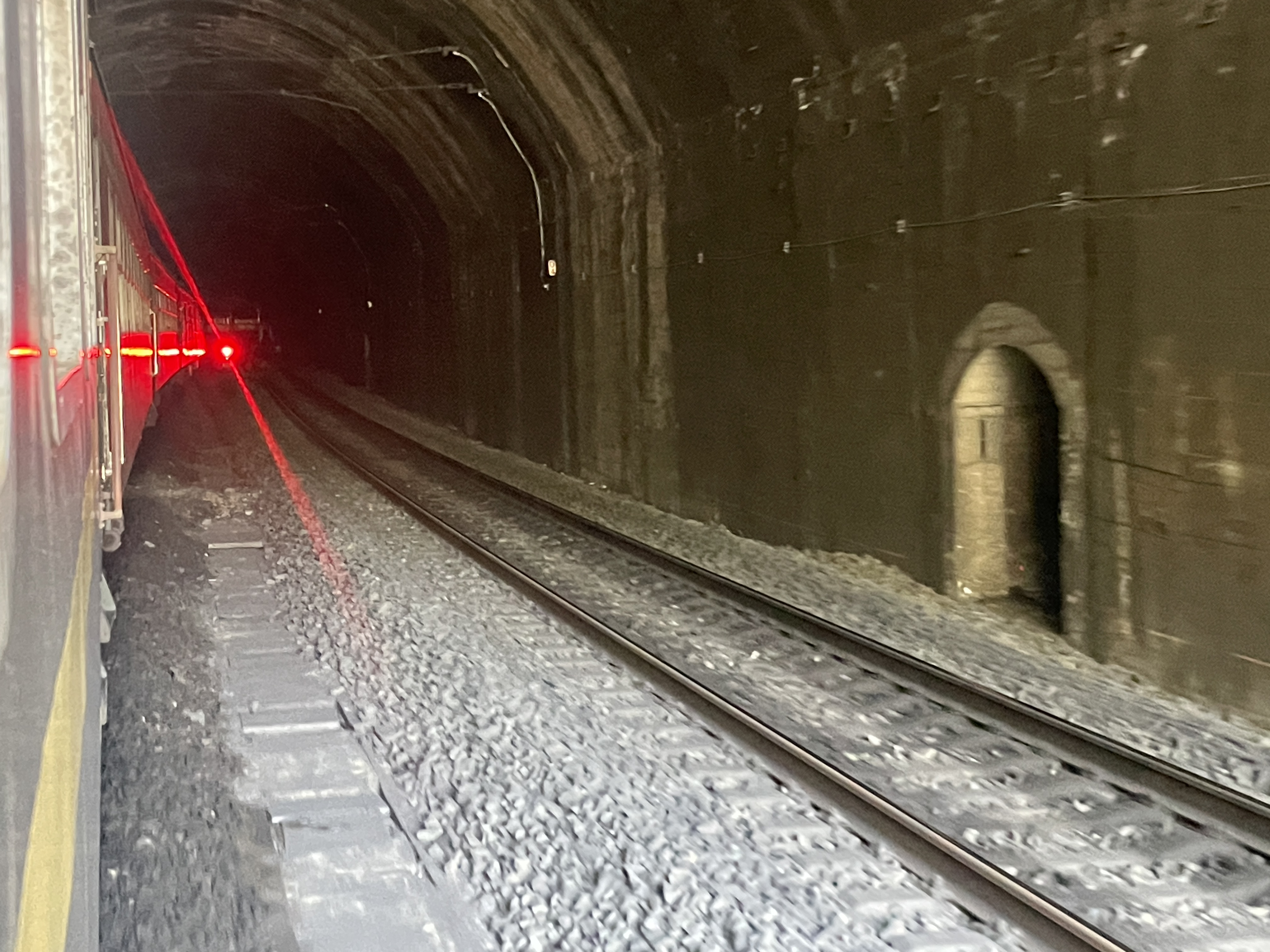
窄板沟1号隧道内的车站下行咽喉

## 灾害
1984年7月1日，列古洛多沟发生泥石流，冲毁车站上行双线桥护坡、凉红隧道外侧边墙、民兵看守点及部分通讯设施。1987年6月5日列古洛多沟再次发生泥石流，阻塞原双线桥下的泄洪道，造成淤积阻塞。
2019年8月4日9时40分左右，埃岱站下行方向的窄板沟1号隧道发生泥石流水害，4000余立方米泥石倒灌入隧道内，掩埋线路约1000米，泥浆最高深度近3.5米高，导致线路中断152小时。8月10日，隧道内的淤泥抢修完毕后，恢复成昆铁路货运列车运输秩序。